# 仙洞巖
仙洞巖，舊名靈仙洞最勝寺、靈仙洞最勝禪寺、基隆仙洞辨天宮，簡稱仙洞，是位於臺灣基隆市中山區的海蝕洞佛寺，歷史可追溯至臺灣清治時期，被列為基隆市文化景觀，也是附近地名仙洞、仙洞町、仙洞的命名依據。

## 沿革

### 清治時期

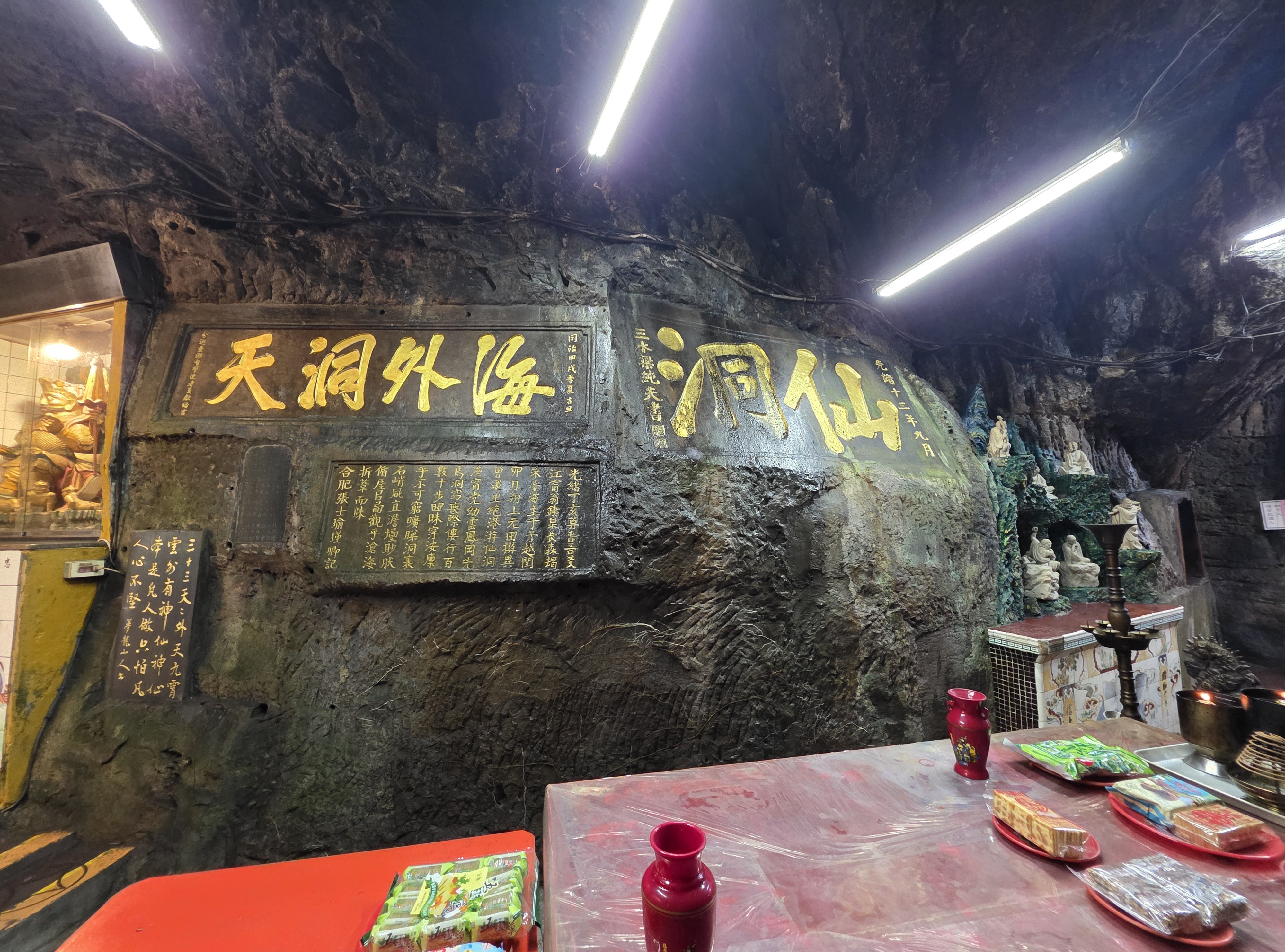
同治年間夏獻綸的「海外洞天」與光緒年間梁純夫的「仙洞」題字

地方耆老相傳此洞於清治時期時是漁民休息場所，後為祈求捕魚平安而供奉神明。戰後在此修行的仙足尼師則於民國63年（1974年）表示過去傳說有仙人於此得道故名為「仙洞」，又相傳同治年間有一位來自中國大陸湖南省的和尚於此修行，為其同學夏獻綸請來，後來被夏氏帶回中國大陸，夏氏也於同治十三年（1874年）留有「海外洞天」四字及遊記碑刻:2。
學者葉玉雯則根據頭城人李逢時〈雞籠八景詩‧仙洞鳴泉〉詩作中「不必飛昇人亦仙」一句，推論清同治五年－八年（1866－1869年）龍華派源齋堂（今代明宮）張賜歡已在此修行。此組詩收錄於《泰階詩稿》，較同治十年（1871年）陳培桂纂修《淡水廳志》記載的雞籠八景略早但有部分差異，其中仙洞之景名為「仙洞聽濤」。不過李逢時八景詩至昭和八年（1933年）才被流傳，日治時期的基隆八景詩多半沿襲《淡水廳志》之記載:53-54。
光緒元年（1875年）豫章許廷瑞留有「慈雲遠蔭」題字。:3

### 日治時期
根據學者李嘉瑜的研究，仙洞為基隆八景中最常出現於日治旅遊手冊和地方文獻者，出現時也都會標明其為八景之一。不過基隆築港後海潮聲已不如從前響亮。:68
由於仙洞於日治時期的發展與臨濟宗妙心寺派在基隆布教活動密切相關，故下文根據該宗於基隆地區活動的布教使、或該寺住持任職期間進行分節。
細野南岳任內
細野南岳為妙心寺塔頭隣華院之弟子，於明治三十年（1897年）1月以隨軍布教師身分來臺，其隨乃木希典在基隆、臺北一帶巡視時，便發願未來要於臺北、福建設置臨濟寺院，以臺灣為基地將教務推向中國大陸、建立「鎮南」事業。同年12月細野氏與河尻宗現、高橋醇領等三人在無本山的支助、資源拮据下，於劍潭寺斷食入定，數日後得到該寺臺籍主僧莊信修問安並施予糧食、金錢，此舉亦得到臺日信徒的尊崇，使信徒、供養米金增加。
明治三十二年（1898年）8月細野氏因事由臺返日，同年11月細野氏到東京探訪教內友人月桂寺住持足利天應來臺，受到臺灣信徒歡迎。細野氏、足利氏、河尻氏三人曾受北投信徒松本龜太郎之邀駐錫於北投山上虞兆庵，虞兆庵倒塌後三人曾暫住松本氏居處，後因認為長住民家不合戒律而回歸劍潭寺，過著在臺北、北投間往返的生活。後細野氏、河尻氏受派前來基隆仙洞時，足利氏亦常至仙洞暫住，並利用時間一邊於小石上抄寫《金光明經》經，一邊持誦《金光明經》的金勝陀羅尼，以祈求佛法昌隆、帝道遐昌、國泰民安。每一粒石上僅寫一字，抄完一部經便累積起七萬餘顆石頭:7-11。

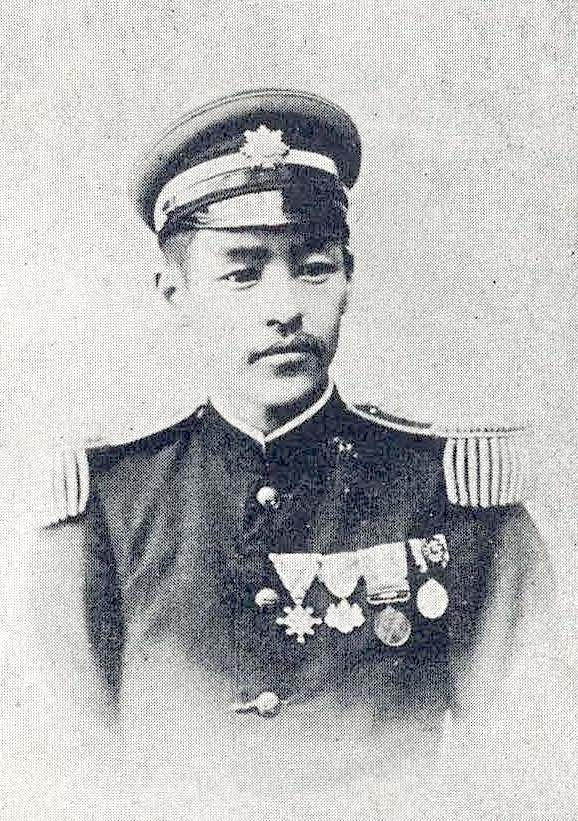
七里恭三郎相片

日治明治三十二年（1899年），由於江島氏的建議，基隆辦務署長七里恭三郎向臺灣總督兒玉源太郎申請於仙洞祭祀江之島辯才天（日语：江ノ島弁財天），兒玉氏並為仙洞題名為「靈仙洞」，相關事項由七里氏委託細野氏辦理。明治三十三年（1900年）5月細野氏前往鎌倉迎請神像，6月抵達基隆，辦務署通令全體市民放假一天以慶祝。神像之鎮座式由七里氏親自朗讀祭文，並請臨濟宗僧侶誦經，伴隨渡船、料理、藝妓遊行等活動，人潮洶湧。大約同時七里氏和市民也在仙洞口建立了安奉《金光明經》經文石的最勝寶塔:7-11。
葉玉雯認為此時似乎尚未建立臨濟宗布教所。
柴田慈孝任內
明治三十四年（1901年）11月，七里恭三郎因總督府官制改革被廢官，前往中國吉林開發新事業失敗。隨後其又參與日俄戰爭、擔任川崎造船所（今川崎重工業前身）中國顧問，遂經常往返臺、中、日三地，在艋舺參與宴會或贈送玩物給地方仕紳。
明治三十七年（1904年）由沈相其起始，後復有十二位仕紳於《臺灣日日新報》上發表基隆八景詩作，分別為乃蘭氏（許梓桑）、蔡耀垣、作舟氏、江蘊和、張昭德、許松英、呂致知、許敬杆、林孝松、蔡一靜等人，內容皆提及仙洞。明治三十八年（1905年）《臺灣日日新報》記者、詩人黃茂清（字植亭）前往探訪時仙洞香火旺盛，有一位老人居住於此，並為文人出遊之地。
明治三十九年（1906年）七里氏重遊仙洞時發現該地無人看管、已然荒廢，故捐資500圓請臨濟宗基隆布教使柴田慈孝重新整修，並比照鎮座式規模於3月19日舉辦盛大祭典，期間並施放煙火。柴田氏於祭典完後便返回日本擔任栃木縣足利市善德寺住職兼覺王山日泰寺執事。
伊東大器任內
明治三十九年（1906年）5月，伊東大器奉派至基隆，明治四十年（1907年）升為主任布教師，同年7月《臺灣日日新報》記者慎堂探訪時仙洞外已建有布教所。
明治四十年（1907年）11月伊東氏向總督府申請將辯才天由右邊移至中央，維持經費來源為當地居民發起賴母子講（互助會）的利息，互助會費用則由基隆仕紳小林伊三郎、石川豐之兩人管理，信徒總代為吉川榮三郎、太平誠意、小川伊三郎、三谷助三郎、中根幸太郎等五人。不過由於此時布教所尚未正式成立，故基隆廳將伊東氏之職稱改為「辯才天守護者」。
明治四十年（1907年）12月，代明宮第二代堂主張添福與信徒總代五人簽訂土地使用協約書，並由基隆區街庄長許梓桑作見證。協約中張添福同意將仙洞無償、無期限借與伊東大器、信徒總代使用，不過也要求辯天需與原先神明合祀、加蓋其他建築需經代明宮同意。
明治四十三年（1910年）5月20日，仙洞巖曾與基隆另兩所佛寺久寶寺、光尊寺共同倡議舉辦英國君主愛德華七世奉吊會，地點在光尊寺。
大正六年（1917年）伊東氏即似未經代明宮同意便興建其他建物，大正十二年（1923年）伊東氏更聲稱獲得仙洞土地所有權。

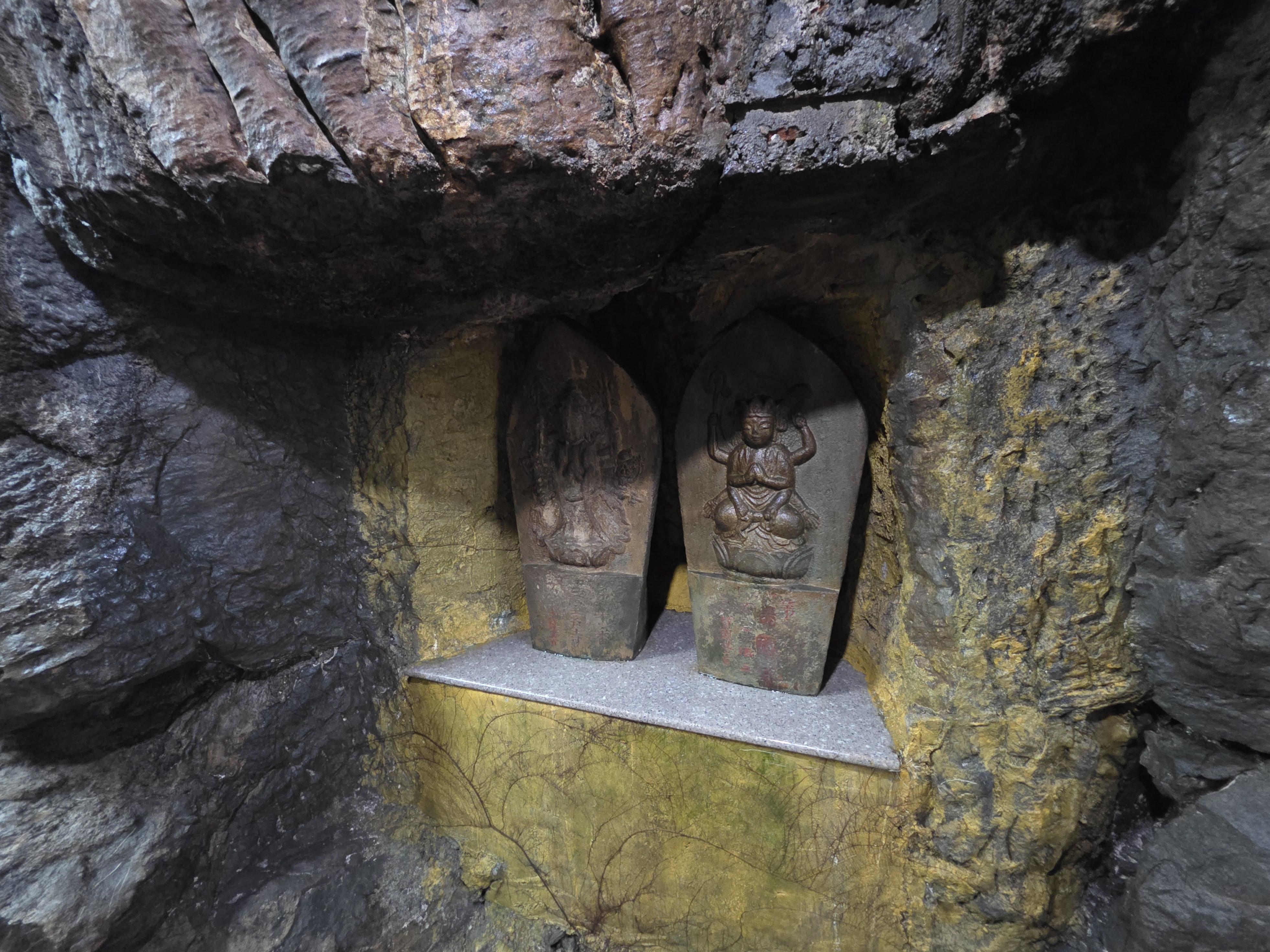
基隆西國三十三所靈場「第九番」興福寺不空羂索觀世音與「第十番」三室戶寺二臂千手觀世音石像

大正十四年（1925年）仕紳黃純青前往遊覽，表示洞口裝設木牆像商店，中門上貼有書寫對聯的紅紙不夠脫俗:68。大正十五年（1926年）農曆六月該寺神明之緣女捐造仙洞石椅。
大正十五年（1926年）伊東氏向總督府申請設置最勝禪寺，並得到臨濟宗妙心寺派正式稱號「靈仙洞最勝寺」。昭和四年（1929年）5月該寺建立基隆西國三十三所靈場第九番觀音石像，6月2日伊東氏無疾而終，享壽65歲。昭和十六年（1941年）伊東氏十三回忌時，署名「仙洞道人」者曾寫詩紀念，並表示伊東氏曾於圓寂前七日留下「妙用自由坐脫戈」之預言，後於6月2日坐禪而逝。
代理期間及河野義雄任內
伊東氏圓寂後由重谷宜隆、安田文秀暫時代理，昭和四年（1929年）8月後由河野義雄。擔任住職至少6年（昭和四－十年（1929－1935年），期間經常巡迴演講及投稿《南瀛佛教》月刊。
田窪秀南任內
河野氏返日後由田窪秀南接任住職。昭和十四年（1939年）天臺宗斌宗法師自中國求法回臺，受到日人懷疑而軟禁於基隆港，田窪氏曾受臨濟宗在臺布教監督高林玄寶之派遣，與凌雲禪寺沈本圓為其作保，學者葉玉雯也因此事推測其就任時間最晚為昭和十四年（1939年）。
仙洞巖在日治時期曾有「靈仙洞最勝寺」、「靈仙洞最勝禪寺」、「基隆仙洞辨天宮」等等稱呼。

### 戰後時期
二戰結束後田窪氏家族仍留守在仙洞巖。民國34年（1945年）12月基隆憲兵隊欲徵用仙洞巖為國語講習所，田窪氏以寺院及洞窟狹小、且經常舉辦葬儀法會拒絕，卻遭憲兵毆打並毀壞佛像、佛壇。其後憲兵更刑求田窪氏，田窪氏於被迫寫謝罪狀後才被釋放。民國35年（1946年）1月4名憲兵再次前來並強迫田窪氏遷出，田窪氏家族逃至臺北市老松町信徒村松垚太郎家中，並向臺灣地區日本官兵善後聯絡部涉外委員澁谷中佐陳情，其後不知所終。
不久後仙洞巖出售給靈泉禪寺優婆塞吳榮發，後由普緣法師（俗名吳柳鶯）、普真法師、修照法師陸續接任住持。
民國45年（1956年）吳自炤、仙足尼師、普緣法師等人買下最勝寺之土地和房子。
民俗學家、美術史家施翠峰於民國63年（1974年）時表示仙洞巖為當時基隆最負盛名的古蹟。
民國70年（1981年）最勝寺重建。
民國95年（2006年）7月11日，仙洞巖由基隆市古蹟、歷史建築、聚落暨文化景觀審議委員會登錄為文化景觀，為基隆市第一處文化景觀。

## 空間配置

### 山門外廣場
仙洞是附近地名仙洞、仙洞町、仙洞的命名依據。
清治時期，該地尚在海岸，屬於基隆堡仙洞庄，日治時期此地改名為仙洞町，並挖球仔山餘土填埋新生地、築港，逐漸形成一片廣場，不過海濤聲也因此減弱:68。因比鄰基隆港，此洞曾是外籍人士搭船抵達基隆後的樂園之一，但隨著工商業及科技發展，仙洞里昔時熱鬧景象已不復見。
廣場現在屬於港埠用停車場、貨櫃場及道路，可通往基隆港卅一號碼頭。停車場是在民國86年（1997年）8月標出給民間業者經營。民國99年（2000年）5月9日，在立委王拓協調下，基隆港務局局長謝明輝同意將廣場部分土地交由仙洞里使用，規劃為綠地。
民國108年（2019年）9月21－22日全國古蹟日時，基隆市文化局於此廣場舉辦「聽時光說古蹟」市集活動，市集中規劃展示灣生三木義弥之文字與手繪圖畫。

### 岩洞入口前

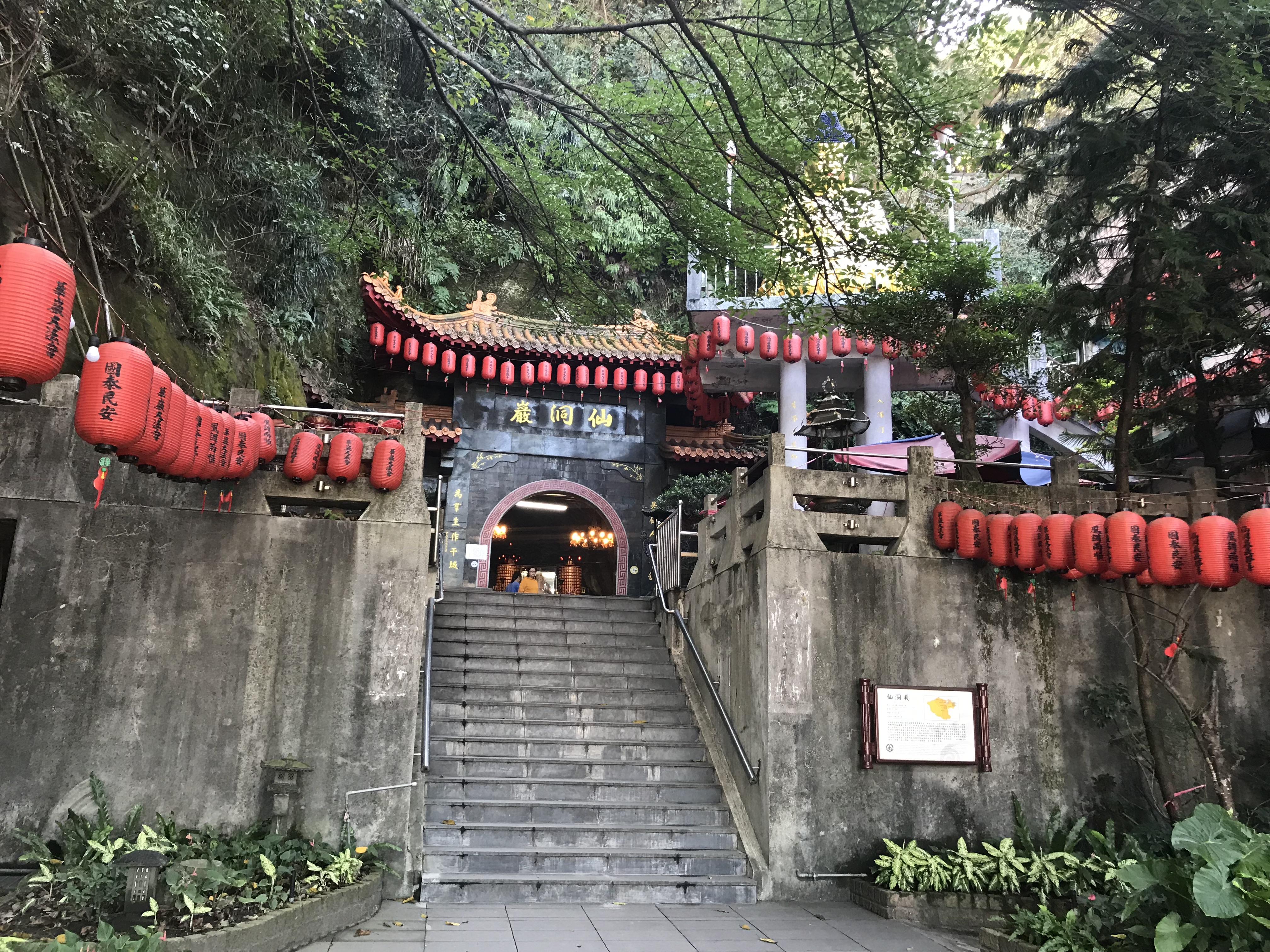
岩洞入口

仙洞巖入口位在基隆港口西北側的山崖下，地址是基隆市中山區仁安街1號。明治四十年（1907年）7月，《臺灣日日新報》記者慎堂表示由基隆停車場搭船到內仙洞基隆築港局棧橋，向築港局步行百步左右，便可見到仙洞位於左邊高處，北面絕壁下方則為最勝寺。
民國93年（2004年）時山門上兩對楹聯為李石曾書「臺陽海上留真宇，仙洞巖中禮梵宗」以及李嗣璁書「仙佛度有緣同超苦海，洞天合一相成就菩提」。:66
仙洞山門左側有小尊的日本式石觀音，分別為基隆西國三十三所靈場第九番及第十番。第九番建造於昭和四年（1929年）五月，為基隆築港出張所從業員三木弥吉捐獻；第十番則由石堂佐一郎、馬場ミト、尾崎ヨウ、村田ヤスシ等人共同捐獻。根據學者葉玉雯的研究，馬場等後三者為日本常見女姓名，石觀音的建造經費為住宿於仙洞旁的婦人舉辦觀音講（御詠歌會）募捐所得，此兩尊觀音像後為防盜而移入洞內。
仙洞洞口前供奉一尊大型釋迦牟尼佛像，右側有石階可登上仙洞公園（又名仙仁樂園）、眺望基隆港。洞口處有「是仙人之舊館，為群生作干城」、「方便門開無二法，修行路入有三乘」兩對楹聯，以及「潘慶辰一行仙洞遊誌」石碑。

### 洞內

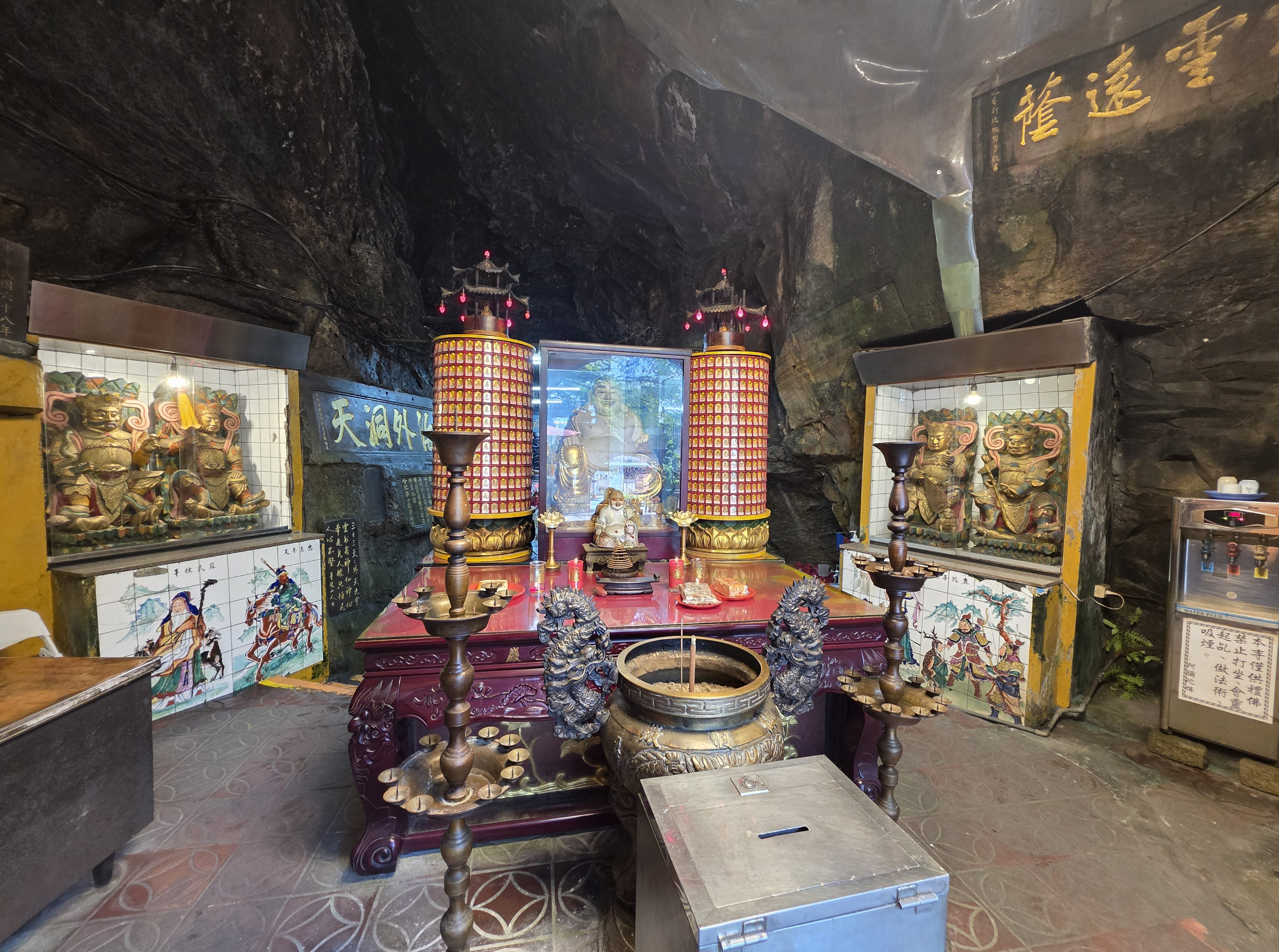
前洞

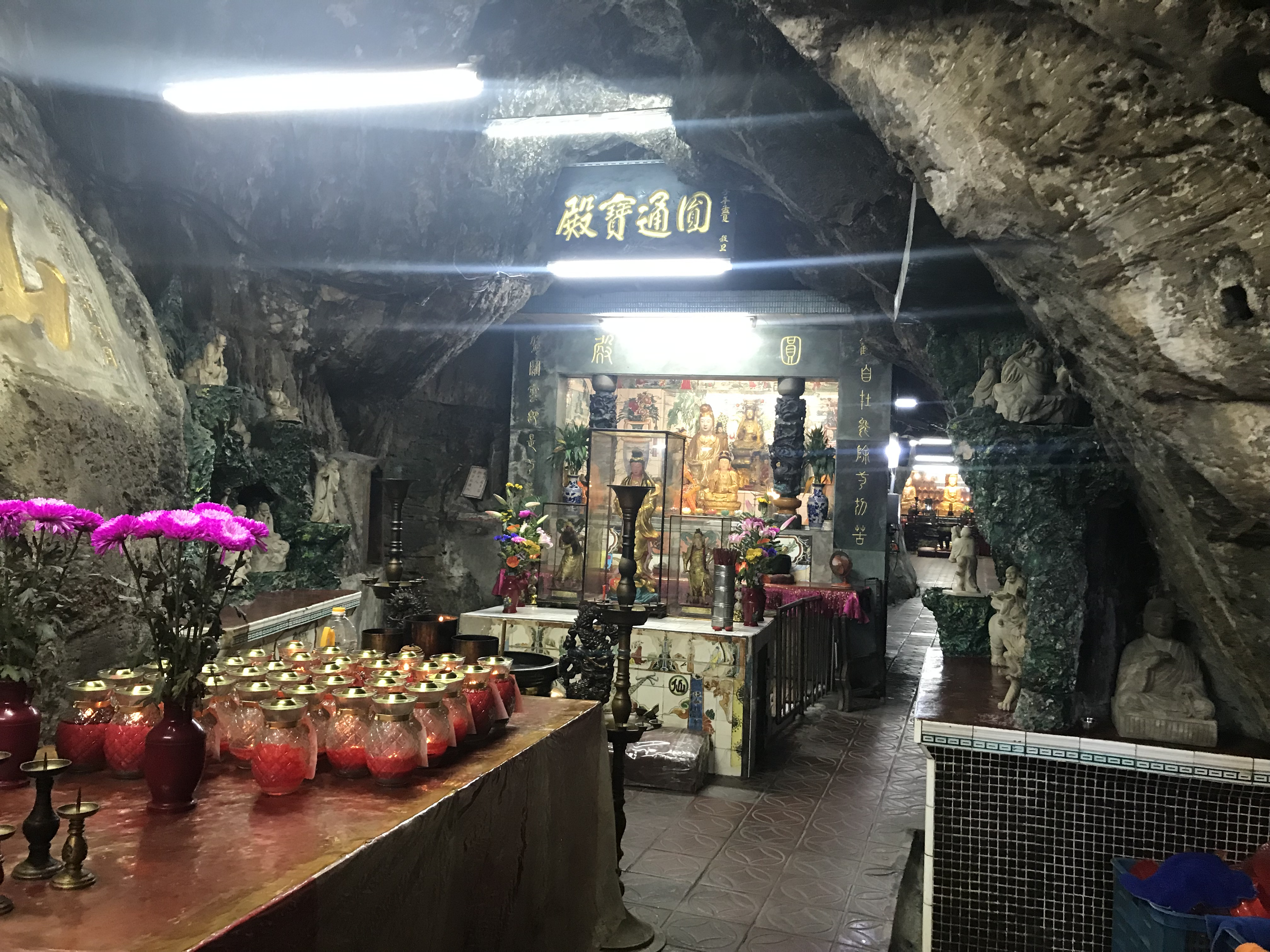
中洞

洞外形如鐘，洞內總面積約五百多坪，如「爪」字形分為三個洞隧道，以中洞最寬廣短淺，左洞最長。明治四十年（1907年）7月，《臺灣日日新報》記者慎堂指出該洞內非常黑暗需要提燈進入，佛像奉祀於離洞口四、五十步處，有微弱的常明燈。再向前走五、六十步洞穴分為二邊，其中較狹窄者會滴水，溫度與洞口差異極大、十分涼爽。慎堂讚許仙洞為「全島第一清涼地」，並認為日本本土也很難找到這樣的地方。民國60年（1971年）記者劉伸奕指出外海潮音會於洞內反響，聲如擊鼓。

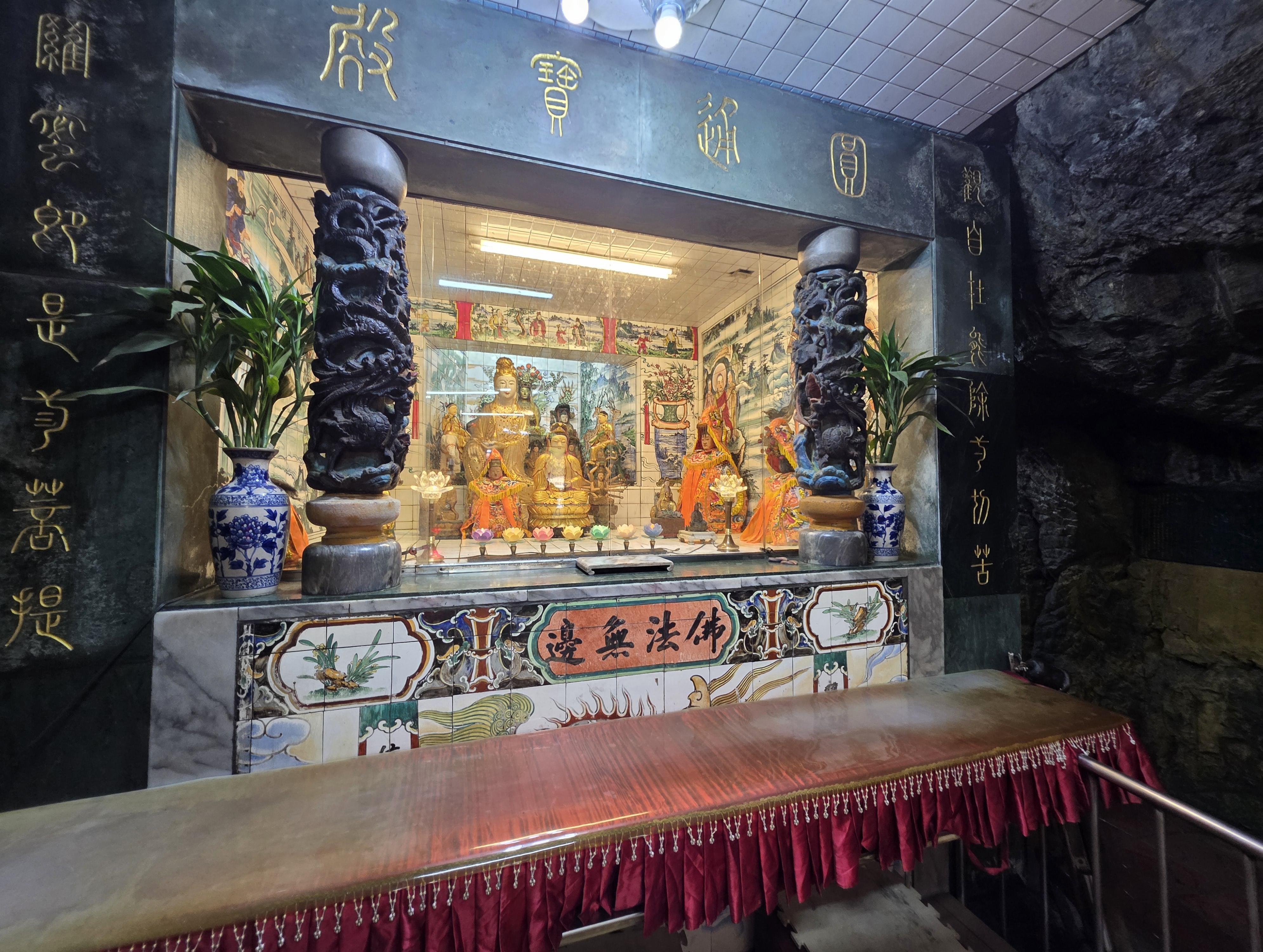
圓通寶殿

中洞為前殿圓通寶殿，主祀觀世音菩薩，陪祀彌勒菩薩、韋馱菩薩、伽藍菩薩、十八羅漢、土地公、四大天王，亦曾由大甲旅居基隆、於碼頭工作之民眾供奉大甲鎮瀾宮六媽（後於山上另建基隆聖安宮），為香火最旺的一區。
中洞山壁留有很多前人的墨跡，多半是讚嘆山洞神奇、別有洞天的詩句或文字，例如左邊石壁上鐫刻「海外洞天」四字，為同治十三年（1874年）季夏分巡台澎督學使者夏獻綸與張斯桂至此時留下。下端有兩幅字跡，分別是「光緒丁亥暮春（光緒十三年農曆三月，1887年），……合肥張士瑜瑾卿記」及夢龍山人書「三十三天天外天，九霄雲外有神仙，神仙本是凡人做，只怕凡人心不堅」碑刻，一旁有光緒十二年（1886年）時三水梁純夫書寫「仙洞」兩個大字。清末秀才、仕紳洪以南亦於此題有「別有天地」四字。

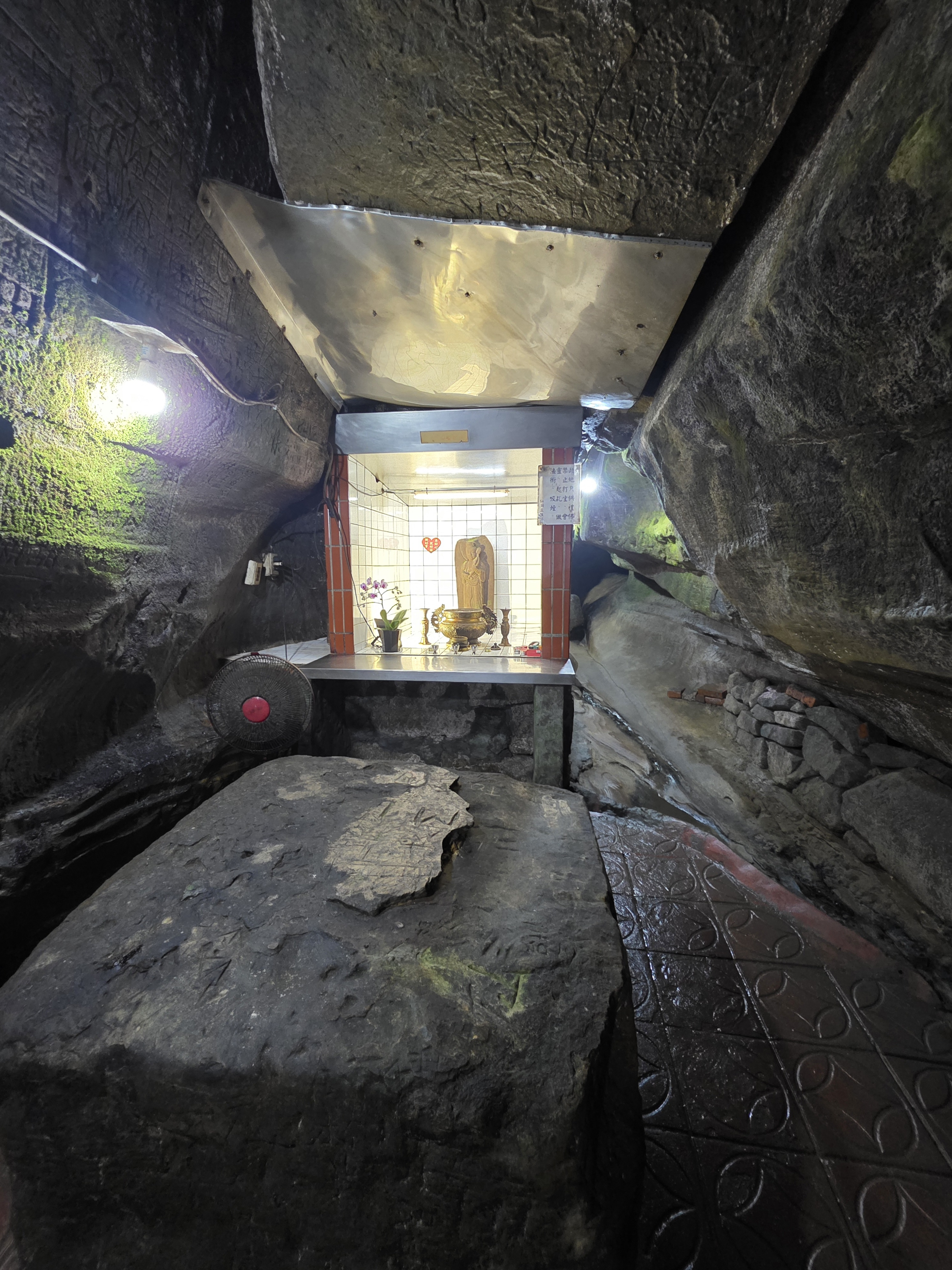
左洞

左洞需從主洞前殿左側進入，僅能容一人側身通行，彎曲迂迴，步行約三十多步後，須以蹲姿或彎腰的方式才能前進，到了盡頭處天地漸寬，洞底有塊正四方形的大石塊:67，兩側石壁凹入形成一大一小兩個平台類似禪椅，可供人打坐:67；凹處則蓄存山壁留下來的水，可供閉關者度日。此洞被附會以前可通往遙遠的淡水港、或石門十八王公廟附近山洞。民國94年（2005年）市府曾意圖拓寬以方便遊客進洞參觀，但地方人認為鑽洞有樂趣。

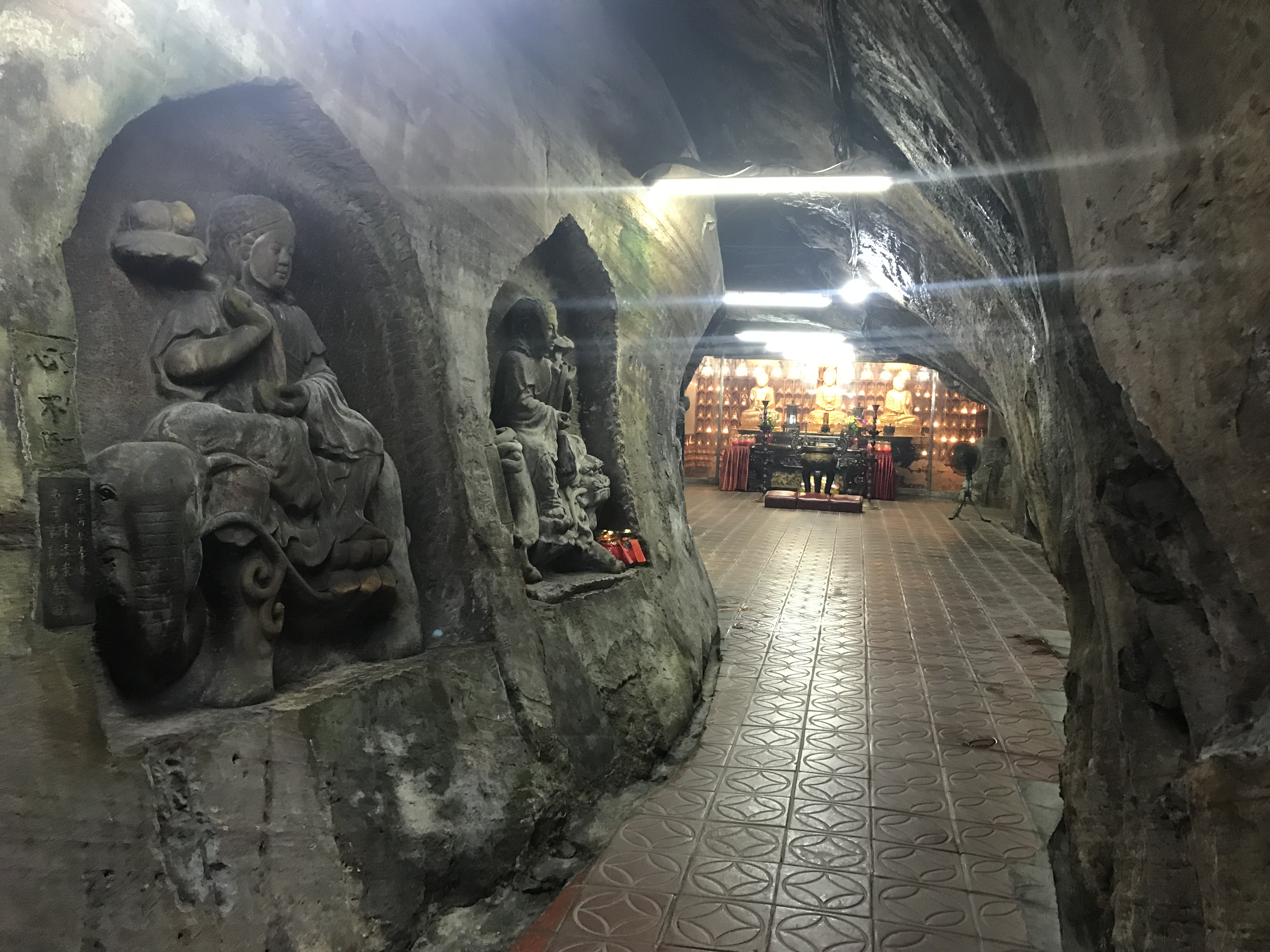
右洞入口

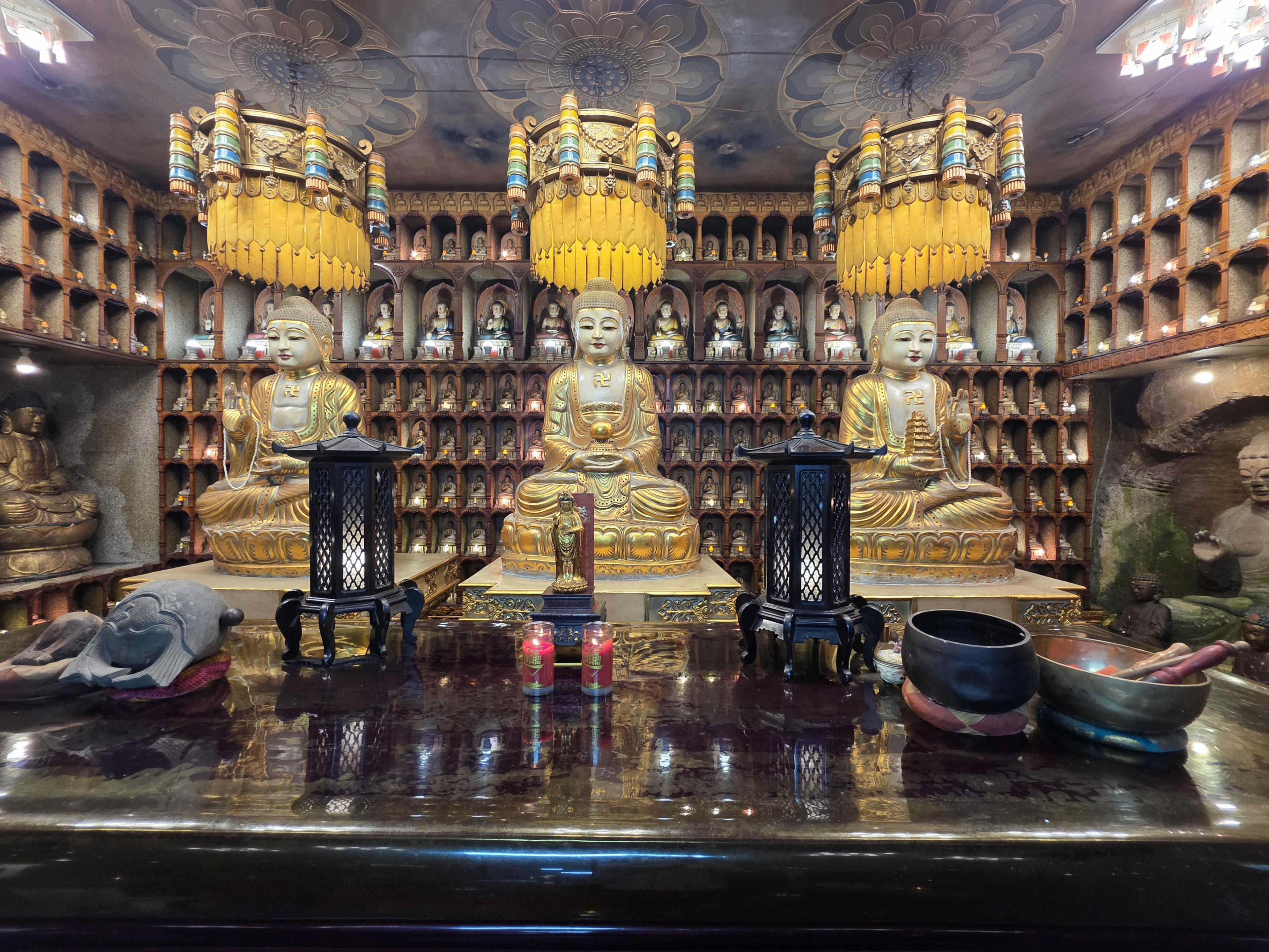
右洞大雄寶殿

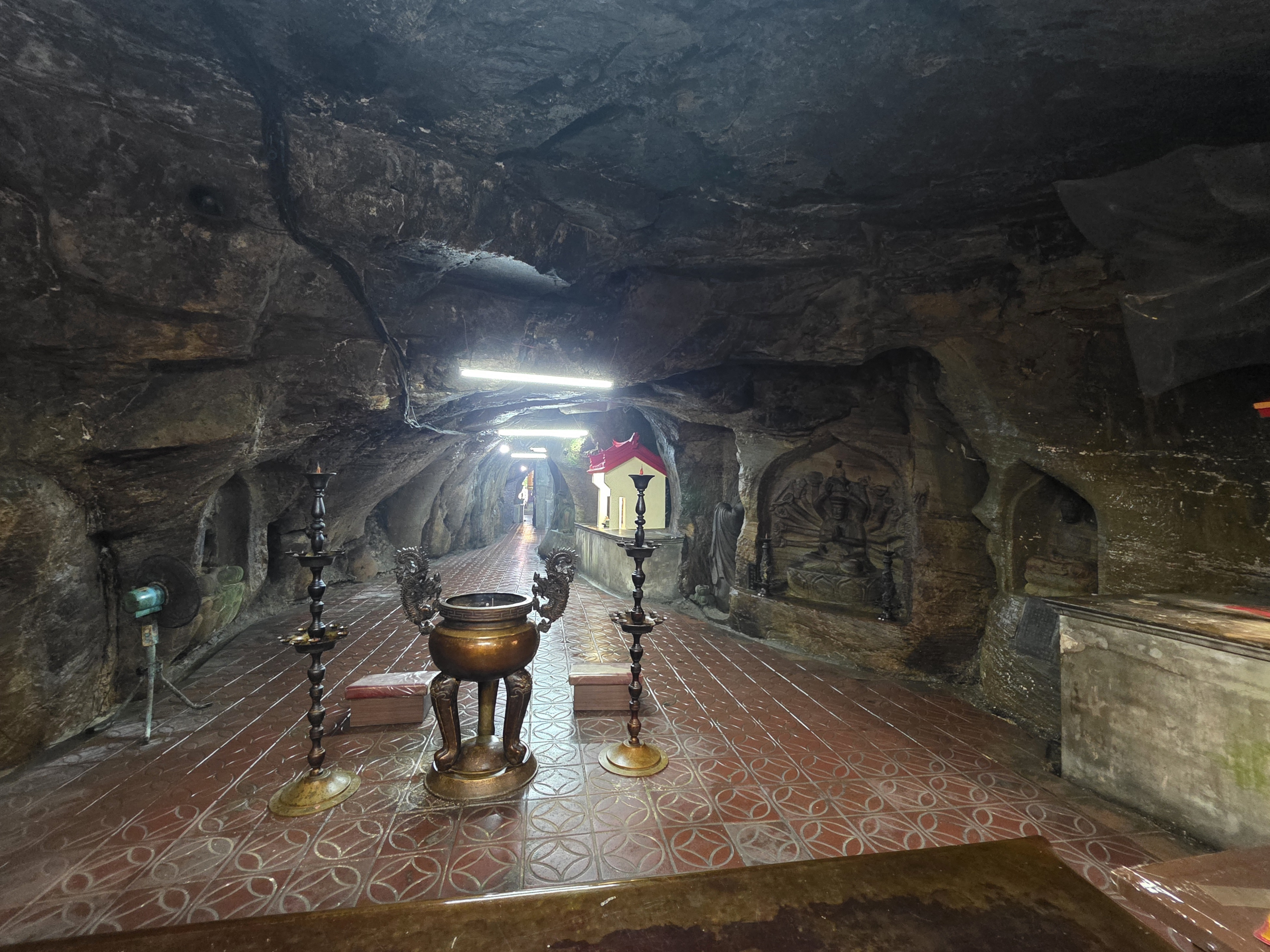
右洞殿前空間

右洞在主洞後方，洞寬十五公尺，長約四十公尺。此洞於日治昭和八年（1933年）祭祀辯才天，每年五月十日為辯才天之緣日。如今主祀三寶佛、陪祀地藏菩薩、呂洞賓、註生娘娘，其中釋迦佛祖像為戰後雕刻，當地人將其稱為「招財神」，認為摸過之後會帶來好財運；藥師佛、阿彌陀佛則原為木雕，由於長年濕氣侵蝕，僅剩石雕釋迦佛像未受到蝕壞，住持釋修照便以新台幣十多萬元訂購三尊玉質的緬甸佛像，經臺電協和發電廠廿多名員工幫助下安座，民國91年（2002年）5月11日開光。此洞與主洞岩壁上的釋迦牟尼佛、藥師佛、千手觀音、地藏菩薩、十八羅漢等佛像，是基隆市民、墓碑雕刻師李榮坤於民國61年（1972年）起陸續完成，文殊菩薩、普賢菩薩則雕成於民國63年（1974年）春季:67。此外，寺內陪祀的弘法大師、不動明王、藏王權現，應為基隆的其他日本佛教寺院之遺物。
右洞之左側原本也有一洞可通到洞外，後於民國55年（1966年）差點發生罪案，住持只好以佛像、岩石堵住。

## 相關傳說
民國63年（1974年）時施翠峰曾紀錄仙洞內自動出米的傳說如下：「傳說仙洞內深處有一空隙，會自動漏出白米供住持食用且份量剛好，若有客人來訪所獲白米數量也會自動增加。後來有位風水師經過，建議住持將空隙鑿大以獲取更多白米，並將多餘白米轉賣以獲利，住持照做結果白米不再漏出，才瞭解自己因貪心而受騙。」仙足尼師則表示這是附近白米甕地區的傳說，且與其所聽聞的版本有差異，其所聽聞的版本是「荷蘭人攻佔臺灣北部時，漢人為了避難躲到山洞中不敢出來，日子久了面臨糧食缺乏問題，此時忽然有人發現一塊岩石如米甕且會自動湧出白米，湧出數量正好配合避難者之人數。後來有自私者為獨佔白米而將甕口鑿大，白米甕就不再湧出白米。」尼師也認為這個傳說是古人所杜撰，基於遠方沙灘的白沙如同白米般晶晶發亮。
另傳說呂洞賓曾仙遊此處，導致信徒期待相見、不願離開，呂祖以「憨憨住仙洞」一語感嘆信徒執著名相。
又傳說戰爭時白玉觀音曾於空中顯靈保護仙洞，故仙洞供奉觀音。

## 文物及相關作品
文史工作者陳青松於民國93年（2004年）的著作《基隆第一：文物古蹟篇》中表示仙洞巖共有11處碑文，佔基隆古碑文一半以上:69，列表如下：
| 名稱                         | 圖片 | 年份                          | 落款或碑文 | 說明 |
| 「海外洞天」題字             |      | 同治十三年（1874年）:173      | 上款為「同治甲戌季夏吉旦」，下款為「分巡台澎督學使者夏獻綸」。:173 | 題字位於中洞左側高處。:173 |
| 「夏獻綸遊仙洞」記:2         |      | 同治十三年（1874年）:2        | 碑文為「同治甲戌季夏，分巡台澎督學使者夏獻綸、偕慈谿張斯桂到此。」:2 | 原碑高70公分，寬68公分:2，後來以觀音山石仿作:68。 |
| 「慈雲遠蔭」題字             |      | 光緒元年（1875年）            | 上款為「光緒元年荷月日立」，下款為「豫章許廷瑞盥手敬書」:3 | 高52公分，寬143公分:3，位於中洞香油處上方。 |
| 「葉文瀾遊仙洞」記:4         |      | 光緒二年（1876年）:4          | 碑文為「光緒二年臘月朔，鷺江葉文瀾、旴黎余宗海、古越何澂、程森、吳興凌汝曾，守風奎隆，同遊到此。」:4 | 高70公分，寬70公分:4，位於洞內:181。 |
| 潘慶辰一行仙洞遊誌           |      | 光緒四年（1878年）:5          | 碑文為「光緒戊寅重九前五日，隨吳春帆中丞剿加禮宛等社兇番，三日平之。浙東潘慶辰、胡培滋、汪喬年、粵東陳代盛、楚南周德至、浙西嚴樹棠、皖北林之泉、山左趙中寯、江右劉邦憲、傅德柯、李麟瑞、福州施魯濱同遊基隆仙洞，勒此以誌鴻爪。」:5                                                            | 高64公分，寬152公分:5，位於洞口外側。 |
| 「仙洞」題字                 |      | 光緒十二年（1886年）:205      | 上款為「光緒十二年九月」，下款為「三水梁純夫書○○」:205 | 位於中洞左壁。 |
| 「張士瑜遊仙洞」記:6         |      | 光緒十三年（1887年）:6        | 碑文為「光緒丁亥暮春，吾友江寧翁鐵梅長森朅來臺海，主于予。越閏四月朔，上元田撰異曾邀之絕港游仙洞，濟寧黨幼雲鳳岡先焉。洞窈無際，僂行百數十步，曲昧窏洝，廩乎不可窮。曠睇洞表，石峭風直，澹煙眇然。循厓以西，觀乎滄海，折葦而歸。合肥張士瑜瑾卿記。」                                          | 高56公分，寬133公分:6，位於中洞左壁。根據學者葉國良研究，此碑多採《說文解字》所載小篆或古文字體，所以先前研究如《明清臺灣碑碣選集》、《臺灣北部碑文集成》都無法完整解讀。文中張士瑜、黨鳳岡、田曾等人都是劉銘傳的幕僚，翁長森則是當時知名文人，這些人都在近代工商業發展中佔有一席之地。 |
| 「吳安康遊仙洞」記:7         |      | 光緒十三年（1887年）:7        | 碑文為「光緒丁亥八月二日，黔安吳安康、四明徐傳隆巡洋，同湘州張拔汛、錢唐倪玉墀遊此。」:7 | 高49公分，寬91公分:7 |
| 「葛王璜一行同遊仙洞」記:214 |      | 光緒二十年（1894年）:214      | 碑文為「光緒甲午季夏，奉榷基鹺，公餘偕友安徽葛王璜、汪德堦、方隆；浙江馮葆真、陳元煃、沈葆元效元同游斯洞，檇李劉威鐫誌。」:214 | 位於洞口外璧。:214 |
| 仙洞題詩:53                  |      | 早於明治三十三年（1900年）:53 | 碑文為「山上有人，穴中自土，有人知○，旡知可不。」:53 | 明治三十三年（1900年）吳汪黃齋重整。:53 |
| 「三十三天天外天」石刻       |      | 約為明治三十三年（1900年）:53 | 碑文為「三十三天天外天，九霄雲外有神仙，神仙本是凡人做，只怕凡人心不堅」，屬名為夢龍山人。 | 民國47年（1958年）《基隆市志‧第十九種文物篇》即曾紀載，當時碑縱長一尺三寸，橫二尺二寸:2。民國60年代（1970年代）寺方請基隆在地書法家蔣孟樑（雅號「孟龍」）重新鐫刻:53，目前位於中洞左壁上。                                                                                              |
| 「仙洞勝景誌」               |      | 明治三十八年（1905年）:61     | 碑文為「余性嗜奇，尤喜探山水之奇者。基隆僊洞，穴山瞰海，名勝出奇，雖親歷奇境者，猶難窮其奧妙也，凡墨客騷人多遊此，遊輒有記。乙巳秋當地許君梓桑引余泛棹登遊，乃知山間有一小天地。附跋數語，以誌泥爪。後之來遊者，庶出平素之豪文也已。 文甲無量癡者洪以南跋并書。」:61                          | 位於中洞右壁上。 |
| 仙洞石椅捐題碑記             |      | 大正十五年（1926年）          | 碑文為「仙洞空寄附石椅喜緣女芳銘一列于左： 陳氏綠、王德參、魏寬專、何白寬嫦、徐氏玉、黃梅政、楊寬合、林碧玉、林雪華、林雪霞、○氏碧、陳善音、陳寬政、王氏招、楊氏梅、黃巧如、黃氏毳、林氏連、許氏昧、林氏侑、何氏惜、鄭氏垂、黃氏香、黃氏好、楊月英、李氏桃、詹賢文。大正丙寅年○荔月吉立。」。 | 高48公分，寬24公分，材質為觀音山石，位於中洞左壁。 |

又顏欽賢《基隆美術史》記載，本寺曾藏有日籍雕刻家鮫島台器所作「大器和尚像」和「開基七里恭三郎像」。:69
此外文人雅士亦留下不少讚頌仙洞的詩詞，例如光緒年間廩生林朝崧作〈基隆仙洞〉詩、許梓桑所作〈仙洞聽濤〉詩、陳其寅所作〈仙洞探幽〉詩、魏清德〈仙洞二首〉詩等:68-69:69。洪棄生《雞籠港漫遊感事》詩中亦有提及仙洞:51。

## 註解
1. ↑  俗名吳仙足，為住持普緣法師吳柳鶯之妹[2]，後亦曾擔任住持[3]。
2. 1 2 3  碑文及解說詳見#碑刻列表
3. ↑  李逢時詩作與《廳志》景點相同名稱略異的有「鱟穴凝煙」（《廳志》作鱟嶼凝煙）、「八尺澄清」（《廳志》作海門澄清）、「雞山聚雨」（《廳志》作奎山聚雨）、「仙洞鳴泉」（《廳志》作仙洞聽濤）；景點相同但景觀相異的有「社寮漁火」（《廳志》作社寮曉日）；所選完全不同者有「燭嶼夜光」（李詩版本）及「毬嶺市（匝）雲」（《廳志》版本）；無法肯定是否相同者有「三爪聳翠」（李詩版本）與「杙峰聳翠」（《廳志》版本）、「人堆戰浪」（李詩版本）及「峰頂觀瀑」（《廳志》版本）。[8]
4. ↑  又名足利惠倫，為鎌倉圓覺寺之副管長。[10]
5. ↑  柴田氏為愛知縣人，明治七年（1874年）生，明治三十二年（1899年）隨梅山玄秀來臺，為細野氏之繼任者。[5]
6. ↑  伊東氏為山梨縣南都留郡人，慶應元年（1865年）生，明治三十四年（1901年）來臺，通曉漢學，能作詩[14]。大正十二年（1923年）裕仁皇太子（後來的昭和天皇）來臺時伊東氏曾三次獻詩並刊登於《臺灣日日新報》上，學者葉玉雯認為這表示伊東氏可能隨行，或至少有晉見機會。此外伊東氏亦曾前往觀音山凌雲禪寺擔任戒師[5]。
7. ↑  張添福為張賜歡之子，亦為龍華派信徒、後井仔街保正。[5]
8. ↑  屬於曹洞宗，後改為基隆市警察局第二分局，地址為基隆市中正區義二路128號。[16]:39
9. ↑  屬於淨土真宗本願寺派，即今佛光山極樂寺。[16]:39
10. ↑  重谷氏為昭和二年（1927年）受派渡台，任務為北臺灣巡迴演講。[5]
11. ↑  安田氏為北投布教師鈴木雪應之徒，昭和七年（1932年）時即代其師處理教務，亦為鐵真院（今北投普濟寺）第三代住職，雖當時日籍信徒並不接受。[5]
12. ↑  河野氏為三重縣人，生於明治三十九年（1906年）。[5]
13. ↑  田窪氏為愛媛縣西宇和郡人，生於明治九年（1876年），為一般平民，畢業於今治市森田數理學館，曾於九州福岡市妙心寺派專門道場、京都市妙心寺花園大學進修，曾駐守德島市興源寺禪學專門道場，後歷任愛媛縣傳宗寺住職、妙心寺派巡教使、妙心寺派宗議會參事會副會長、愛媛縣佛教會長、愛媛縣西宇和郡佛教護友會長等職務，昭和九年（1934年）7月渡臺至鎮南山護國臨濟寺擔任布教使。[5]
14. ↑  三木義弥出生於明治四十二年（1909年）、成長於仙洞庄，後進入基隆築港出張所擔任工手，民國34年（1945年）為第一批被遣返人員，返日後任職於私營企業國際貿易與工程部，以課長職退休。民國79年（1990年）其著作《臺灣基隆懷舊繪與圖　登懷古文》一書並贈送給母校仙洞國小[30]，此書也成為民國108年（2009年）臺大城鄉所《仙洞巖研究調查資料報告》之基礎，調查報告中並有全文翻譯。不過學者葉玉雯認為該回憶錄有部分錯誤和疏漏，也使臺大調查報告產生偏誤。[5]
15. ↑  三木弥吉為香川縣人，即三木義弥之父，其先為築港出張所雇員，後升格為工手。[5]
16. ↑  最遲明治43年（1910年）時即奉祀。[39]
17. ↑  民國61－79年（1972－1990年）洞口左右兩側曾供奉韋馱與伽藍菩薩兩位菩薩之大仙翁仔，置於玻璃龕中。[2][35]
18. ↑  本列表按照落款年代排列，碑文標點為編者所加，原文並無。「○」符號表無法辨識之字。
19. ↑  曾於無錫國學專修學校任教。[46]:181
20. ↑  字竟山，浙江山陰人，曾任福建某府同知，後隨巡撫王凱泰，曾著《臺陽雜詠》。[46]:181
21. ↑  吳贊誠於同年4月任福建巡撫，秋季來臺，以吳光亮、張兆連之軍力擊敗達固湖灣、加禮宛社原住民[46]:185，史稱「加禮宛戰役」。
22. ↑  曾為船政學堂學生。[46]:185
23. ↑  曾任海軍艦長。[46]:185

## 外部連結
- 1930年代中洞圓通寶殿照片 （页面存档备份，存于）
- 1930年代右洞辨財天神龕照片 （页面存档备份，存于）
- 民國35年（1946年）剛在基隆港下船的軍官照片 （页面存档备份，存于）